# Richard Cummings
Pour les articles homonymes, voir Cummings.
Richard Cummings est un acteur américain né le 20 août 1858 à New Haven, Connecticut (États-Unis), mort le 25 décembre 1938 à Los Angeles (États-Unis).

## Biographie
Il est parfois crédité Dick Cummings.

## Filmographie
- 1913 : The Iceman's Revenge
- 1913 : A Warm Welcome
- 1913 : Mrs. Brown's Burglar
- 1913 : The God of Tomorrow
- 1914 : Mollie and the Oil King
- 1914 : Jake's Hoodoo
- 1914 : Turkey Trot Town
- 1914 : Just a Song at Twilight
- 1914 : Fate's Decree
- 1914 : The Orange Bandit
- 1914 : The Moonshiner's Daughter
- 1914 : His Little Pal
- 1914 : His Punishment
- 1914 : The Infant Heart Snatcher
- 1914 : An Unredeemed Pledge
- 1914 : Cigar Butts
- 1914 : A Woman's Loyalty
- 1914 : A Circus Romance
- 1914 : Izzy, the Detective
- 1914 : A Wife from the Country
- 1914 : How Izzy Stuck to His Post
- 1914 : The Mystery of the Hindu Image
- 1914 : The Sheriff's Prisoner
- 1914 : Izzy Gets the Wrong Bottle
- 1914 : The Miner's Baby
- 1914 : The Saving Grace de Christy Cabanne
- 1914 : The Joke on Yellentown
- 1915 : On the Table Top
- 1915 : The Finger Prints of Fate
- 1915 : The Beast Within : William Davis
- 1915 : How Hazel Got Even
- 1915 : A Child of God : Parson Perrin
- 1915 : Her Grandparents
- 1915 : Out of Bondage
- 1915 : One Who Serves
- 1915 : The Stolen Anthurium
- 1915 : Tracked Through the Snow
- 1915 : A Ten-Cent Adventure
- 1915 : The Little Orphans : Renwick Morris
- 1915 : Editions de Luxe
- 1915 : The Family Doctor
- 1915 : Hidden Crime : Sheriff Groton
- 1915 : The Wolf Man : Benjamin Lord
- 1915 : Bred in the Bone : Mr. Lake
- 1915 : Double Trouble : Juge Blodgett
- 1916 : Daphne and the Pirate de Christy Cabanne : Francois La Tour
- 1917 : Le Mauvais Garnement (The Bad Boy) de Chester Withey : Mr. Bates
- 1917 : Her Official Fathers : Anthony White
- 1917 : A Mormon Maid (en) de Robert Z. Leonard : Lion of the Lord
- 1917 : Reaching for the Moon : Old Bingham the Boss
- 1918 : A Petticoat Pilot : Rastus Young
- 1918 : The Man of Bronze : Mark Lawton
- 1919 : The Little White Savage : Mate
- 1919 : Little Comrade : Mr. Hubbard
- 1919 : Un délicieux petit diable (The Delicious Little Devil) de Robert Z. Leonard : Oncle Barnley
- 1919 : The Last Outlaw
- 1919 : The Valley of the Giants de James Cruze : McTavish
- 1919 : Common Property (en) de William C. Dowlan et Paul Powell : Father Alexei
- 1919 : La Loi des montagnes (Blind Husbands) : The Village Physician
- 1920 : Pinto (en) : Gardien
- 1920 : The Prince of Avenue A : Patrick O'Connor
- 1920 : The Devil's Riddle : Potts, le banquier
- 1920 : Sherry : Barney Doyle
- 1920 : Two from Texas
- 1920 : The City of Masks : Moody
- 1920 : The Adorable Savage (en) de Norman Dawn : Jim Thurston
- 1920 : What Happened to Jones de James Cruze : Green
- 1921 : Partners of Fate : Bill Ricketts
- 1921 : The Tomboy : oncle Jake
- 1921 : No Woman Knows : Father Ritzpatrick
- 1921 : Red Courage : Juge Fay
- 1922 : Roxelane (The Bride's Play) : John Barrett
- 1922 : Great Alone : MacDonald
- 1922 : Top o' the Morning : Father Quinn
- 1922 : Wolf Law : Enoch Lascar
- 1923 : Itching Palms : Constable Coman
- 1923 : Thundergate : Jim Davis
- 1925 : Thank You
- 1926 : The Galloping Cowboy (en) de William James Craft : le sheriff
- 1928 : Old Gray Hoss : Chef Cummings
- 1930 : The Social Lion : McGinnis